# Polypedates eques
Polypedates eques är en groddjursart som beskrevs av Albert Günther 1858. Polypedates eques ingår i släktet Polypedates och familjen trädgrodor. IUCN kategoriserar arten globalt som starkt hotad. Inga underarter finns listade i Catalogue of Life.

## Utbredning och habitat
Den är endemisk i Sri Lanka. Dess naturliga habitat är tropiska och subtropiska fuktiga bergsskogar, tropiska och subtropiska höglänta gräsmarker, träsk och marskland med färskvatten.

## Galleri

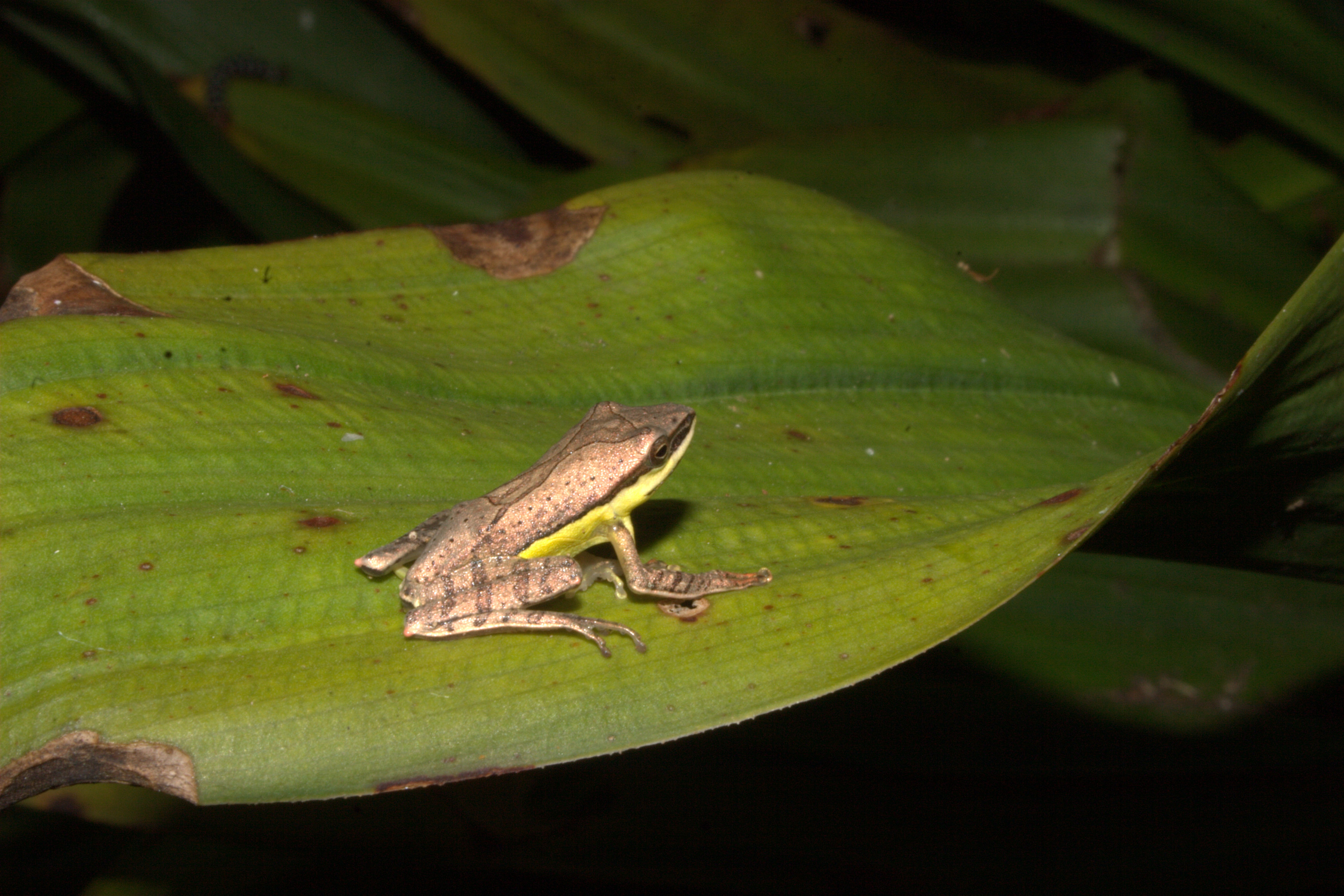
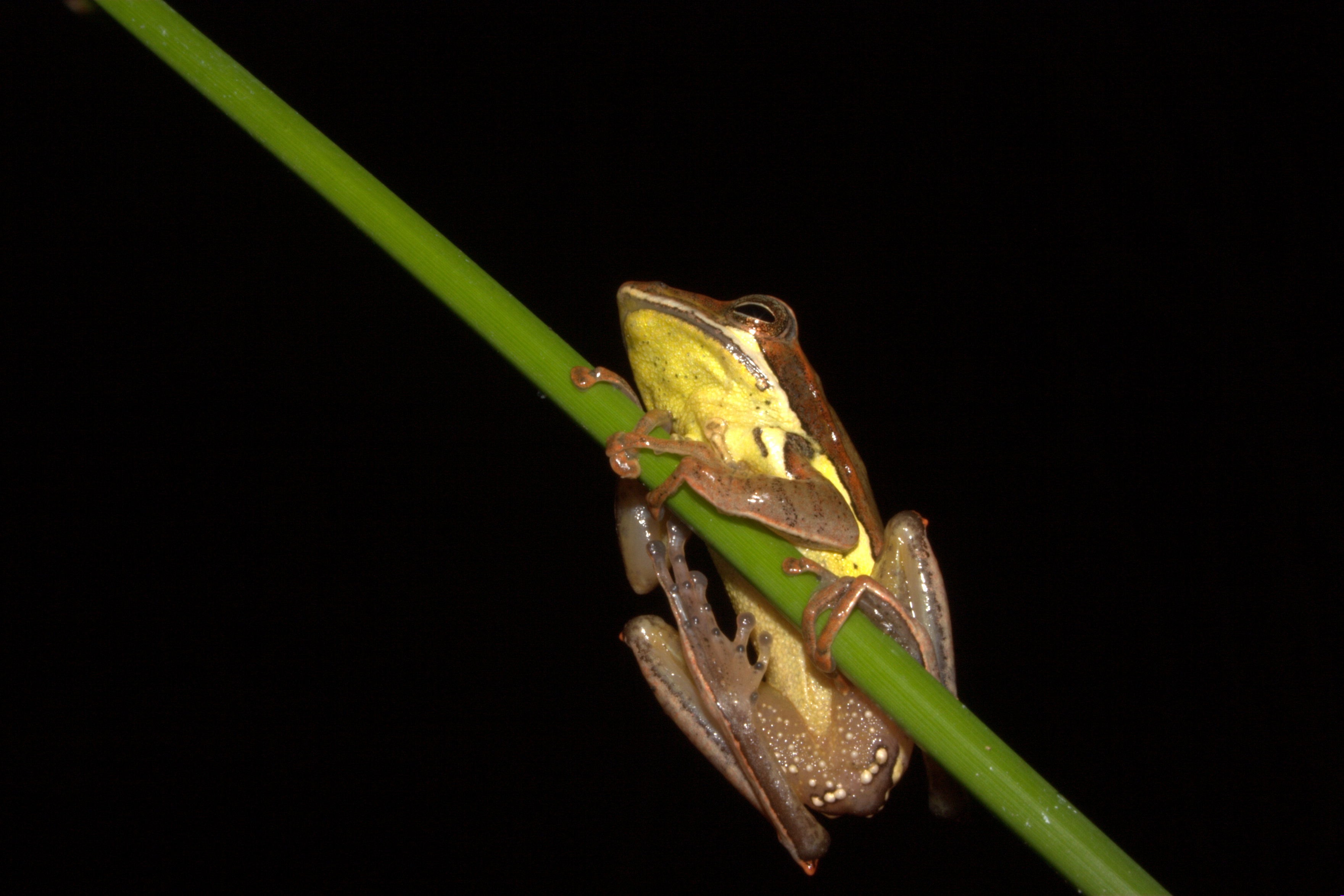